# Alexandre Bultos
Alexandre Bultos (Brussel, 18 juni 1749 – aldaar, 20 september 1787) was een Belgische komische toneelspeler en theaterdirecteur.

## Biografie
Bultos was het zevende kind van de wijnhandelaar Pierre-François Bultos en zijn vrouw Marie-Josèphe Lambert. In december 1761 maakte Bultos reeds als twaalfjarige knaap zijn toneeldebuut: dit was in de opera La Servante maîtresse van Pierre Baurans, dat gebaseerd was op het intermezzo La Serva Padrona van Giovanni Battista Pergolesi. Ook Angélique D'Hannetaire, die net zoals Bultos een student van  Ignaz Vitzthumb was, speelde mee in deze opvoering. Toen twee maanden later het werk opnieuw op de planken kwam, schreef  theatercriticus François-Antoine de Chevrier het volgende:

Op dinsdag de zestiende speelden de kindacteurs la servante Maitresse, en vooral de kleine Bultos dwong in de rol van Pandolphe bewondering af, hij is de zoon van een Brusselse caféuitbater die uit persoonlijke belangstelling komisch acteur is geworden, en het is verbazingwekkend hoe deze kleine heer, die geen grote voorbeelden van nabij heeft kunnen aanschouwen, in zo weinig tijd zoveel talent heeft kunnen vergaren.

Van 1767 tot 1770 maakte Bultos deel uit van een Gentse toneelgroep en stond hij op een podium in Straatsburg. Later werd hij deel van de groep van Charles Bernardy, met wie hij in Maastricht optrad. Later trok Bultos op eigen houtje naar Kopenhagen. In 1772 werd hij in Brussel aangenomen als lid van de groep van Jean-Louis Laruette, waar hij de hoofdrollen deelde met Joseph-Jean-Baptiste Albouy, beter gekend als Dazincourt. Dit leidde regelmatig tot ruzie tussen de twee acteurs. In 1776 verruilde Dazincourt Brussel voor Parijs waardoor Bultos alle hoofdrollen toegewezen kreeg. In 1777 kregen Bultos en zijn vader de toestemming om een Vauxhall te openen in het Warandepark te Brussel. In datzelfde jaar werd Bultos samen met Louis-Jean Pin mededirecteur van de Koninklijke Muntschouwburg. Vijf jaar later stelde hij zijn broer Herman Bultos aan als mededirecteur van deze schouwburg. Rond 1785 overwoog Bultos een debuut aan de Comédie-Française, maar dit werd hem afgeraden door zijn collega’s.